# Sinji Vir
Sinji Vir (cyr. Сињи Вир) – wieś w Serbii, w okręgu pomorawskim, w gminie Paraćin. W 2011 roku liczyła 224 mieszkańców.